# الطريق الأوروبي E30
الطريق الأوروبي E30 هو طريق أوروبي من الفئة A من ميناء كورك في جمهورية أيرلندا في الغرب إلى مدينة أومسك الروسية، بالقرب من الحدود مع كازاخستان في الشرق. بالنسبة لمعظم الامتداد الروسي، فإنه يتبع الطريق السريع العابر لسيبيريا، وشرق جبال الأورال، مع الطريق السريع الآسيوي 6 (AH6)، والتي تستمر في بوسان بكوريا الجنوبية. يبلغ الطول الإجمالي 6،530 كيلومتر (4،060 ميل) - 3300 كيلومتر (2،100 ميل) من كورك إلى موسكو، و 3،230 كيلومتر (2،010 ميل) من موسكو إلى أومسك. تم التسمية من قبل لجنة الأمم المتحدة الاقتصادية لأوروبا (UNECE).